# Morro do Chapéu
Morro do Chapéu là một đô thị thuộc bang Bahia, Brasil. Đô thị này có diện tích 5531,854 km², dân số năm 2007 là 33541 người, mật độ 6,06 người/km².